# Fūfu Ijō, Koibito Miman
Fuufu Ijou, Koibito Miman (夫婦以上、恋人未満。, lit.  "Mais do que casados, mas não namorados") é uma série de mangá seinen japonesa escrita e ilustrada por Yuuki Kanamaru, e serializada na revista mensal Young Ace desde março de 2018.

## Enredo
Jirou Yakuin é um estudante do terceiro ano do ensino secundário. Segundo a tradição de sua escola, todos os estudantes do terceiro ano, antes de se graduarem, participam obrigatoriamente de uma avaliação que dura o ano todo. Essa avaliação consiste em formar um casal com um colega de turma do sexo oposto, e conviver com esse colega numa casa até o final do ano letivo. O objetivo do par é formar um "casal ideal"; um sistema automatizado instalado na casa avalia o quão afetuosa e forte é a ligação do casal, e computa pontos de acordo com esses critérios. Tais pontos contam com as avaliações formais da escola. Os 20 estudantes que constituem os dez primeiros casais mais bem colocados do ranking mensal poderão trocar de parceiro.
Jirou desejava formar um par com Shiori Sakurazaka, a sua amiga de infância e por quem ele é secretamente apaixonado há anos. Para a sua infelicidade, os pares foram sorteados, e Shiori acabou permanecendo com Minami Tenjin, um garoto popular entre as garotas da escola, enquanto Jirou acabou permanecendo com Akari Watanabe, a garota mais popular da escola. Akari, que desejava formar um casal com Minami, não tem afinidade alguma com Jirou, chegando a apelidá-lo pejorativamente de "o virgem da sala".
Tendo em vista esse cenário, Jirou e Akari não veem outra saída senão conviverem juntos por um mês como um casal ideal, obtendo pontos o suficiente para formarem um par com aqueles que desejam.

## Personagens
Jirou Yakuin
Akari Watanabe
Shiori Sakurazaka
Minami Tenjin
Natsumi Ohashi
Sachi Takamiya
Sadaharu Kamo
Terafune

## Mídia

### Mangá
A série de mangá é escrita e ilustrada por Yuuki Kanamaru, e serializada mensalmente na revista Young Ace, da editora Kadokawa Shoten, desde março de 2018.  A Kadokawa reuniu os seus capítulos em volumes tankōbon individuais. O primeiro volume foi lançado em 26 de outubro de 2018. Em 4 de dezembro de 2023, onze volumes haviam sido lançados.

#### Lista de volumes
| N.º | Data de lançamento     | ISBN                                     |
| --- | ---------------------- | ---------------------------------------- |
| 1   | 26 de outubro de 2018  | 978-4-04-107484-8                        |
| 2   | 26 de março de 2019    | 978-4-04-108019-1                        |
| 3   | 26 de setembro de 2019 | 978-4-04-108590-5                        |
| 4   | 3 de abril de 2020     | 978-4-04-109101-2                        |
| 5   | 4 de novembro de 2020  | 978-4-04-110704-1                        |
| 6   | 4 de junho de 2021     | 978-4-04-111364-6                        |
| 7   | 3 de dezembro de 2021  | 978-4-04-112113-9                        |
| 8   | 2 de maio de 2022      | 978-4-04-112483-3                        |
| 9   | 4 de outubro de 2022   | 978-4-04-112962-3                        |
| 10  | 2 de maio de 2023      | 978-4-04-113390-3 978-4-04-113389-7 (ES) |
| 11  | 4 de dezembro de 2023  | 978-4-04-114240-0                        |
| 12  | 4 de junho de 2024     | 978-4-04-114995-9                        |
| 13  | 4 de março de 2025     | 978-4-04-115933-0                        |